# 交響曲第22番 (モーツァルト)
交響曲第22番 ハ長調 K. 162は、ヴォルフガング・アマデウス・モーツァルトが1773年に作曲した交響曲。

## 概要
1773年の4月にザルツブルクで作曲されたイタリア式の交響曲で、オリジナルの原稿の表紙には「1773年 4月19日」と書かれており(或いは29日とも言われているが判読が不明である)、第27番ト長調 K. 199(161b)の作曲から約10日の間に書かれたものである。
楽譜は1987年までは個人所有(ウィーン)であったが、後にニューヨークの収集家によって保管された。

## 楽器編成
オーボエ2、ホルン2、トランペット2、弦五部

## 構成
全3楽章の構成で、演奏時間は約8分。
- 第1楽章 アレグロ・アッサイ
ハ長調、4分の4拍子、ソナタ形式。
- 第2楽章 アンダンティーノ・グラツィオーソ
ヘ長調、4分の2拍子、二部形式。
- 第3楽章 プレスト・アッサイ
ハ長調、8分の6拍子、展開部を欠いたソナタ形式。
躍動的な旋律で始まる冒頭部の主題は第1楽章と同じものである。